# Сатар, Якуп
Яку́п Сата́р (11 марта 1898, Крым, Российская империя — 2 апреля 2008, Эскишехир, Турция) — последний турецкий ветеран Первой мировой войны.

## Биография
Родился в Крыму 11 марта 1898 года. Вступил в османскую армию в 1915 году. Во время прохождения курса начальной военной подготовки был обучен германскими инструкторами технике химической атаки. 23 февраля 1917 года после окончания штурма Кута был взят в плен британскими войсками. Пробыл в плену до конца войны. В 1919—1923 годах участвовал в войне Турции за независимость.
Незадолго до смерти находился на лечении в военном госпитале в городе Эскишехир. Умер 2 апреля 2008 года в возрасте 110 лет.

## Память
В 2007 году на основе воспоминаний Якупа Сатара, Омера Куюка и Вейселя Турана был поставлен документальный фильм «Последняя встреча» (тур. Son Buluşma).